# هنري إي. برادي
هنري إي. برادي (بالإنجليزية: Henry E. Brady) هو عالم سياسة أمريكي، ولد في 1947.